# دنيس هيرتل
دنيس هيرتل هو محامي وسياسي أمريكي، ولد في 7 ديسمبر 1948 في ديترويت في الولايات المتحدة. نشط حزبياً في الحزب الديمقراطي. في انتخابات مجلس النواب الأمريكي 1990 ‏، انتخب عضو مجلس النواب الأمريكي ‏ عن دائرة الدائرة الكونغرسية الرابعة عشر لميشيغان ‏ وقد انضم خلال فترته النيابية ‏ (3 يناير 1991 – 3 يناير 1993) للكتلة البرلمانية الحزب الديمقراطي وانتخب عضو مجلس نواب ميشيغان ‏ وانتخب عضو مجلس النواب الأمريكي ‏.